# Voëns-Maley

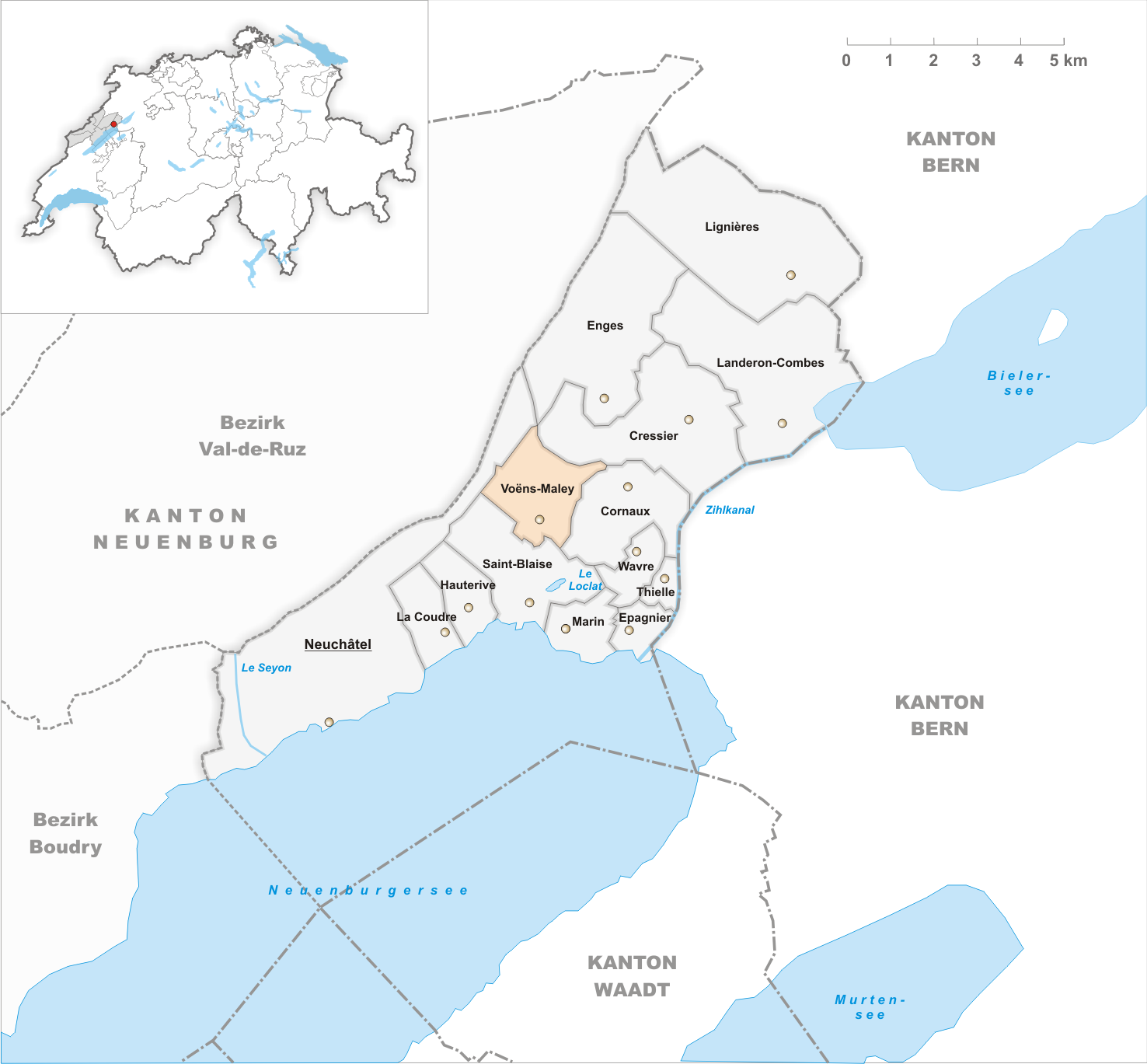
Gemeindestand vor der Fusion am 1. Januar 1888

Voëns-Maley ist eine ehemalige Gemeinde, die per 1888 mit der Gemeinde Saint-Blaise zur neuen Gemeinde Saint-Blaise im Bezirk Neuenburg des Kantons Neuenburg in der Schweiz fusionierte.
Voëns-Maley besteht aus den Weilern Voëns und Maley. Heute bildet Voëns einen Golfplatz, Maley neben landwirtschaftlich genutzten Flächen eine Kiesgrube.